# Nguyễn Phú Trọng
Nguyễn Phú Trọng (ur. 14 kwietnia 1944 w Hanoi, zm. 19 lipca 2024 tamże) – wietnamski polityk, działacz partyjny i państwowy. Od 2002 deputowany do Zgromadzenia Narodowego i w latach 2006–2011 jego przewodniczący, w latach 2011–2024 sekretarz generalny Komunistycznej Partii Wietnamu oraz sekretarz Centralnej Komisji Wojskowej, od 2018 do 2021 prezydent Wietnamu.

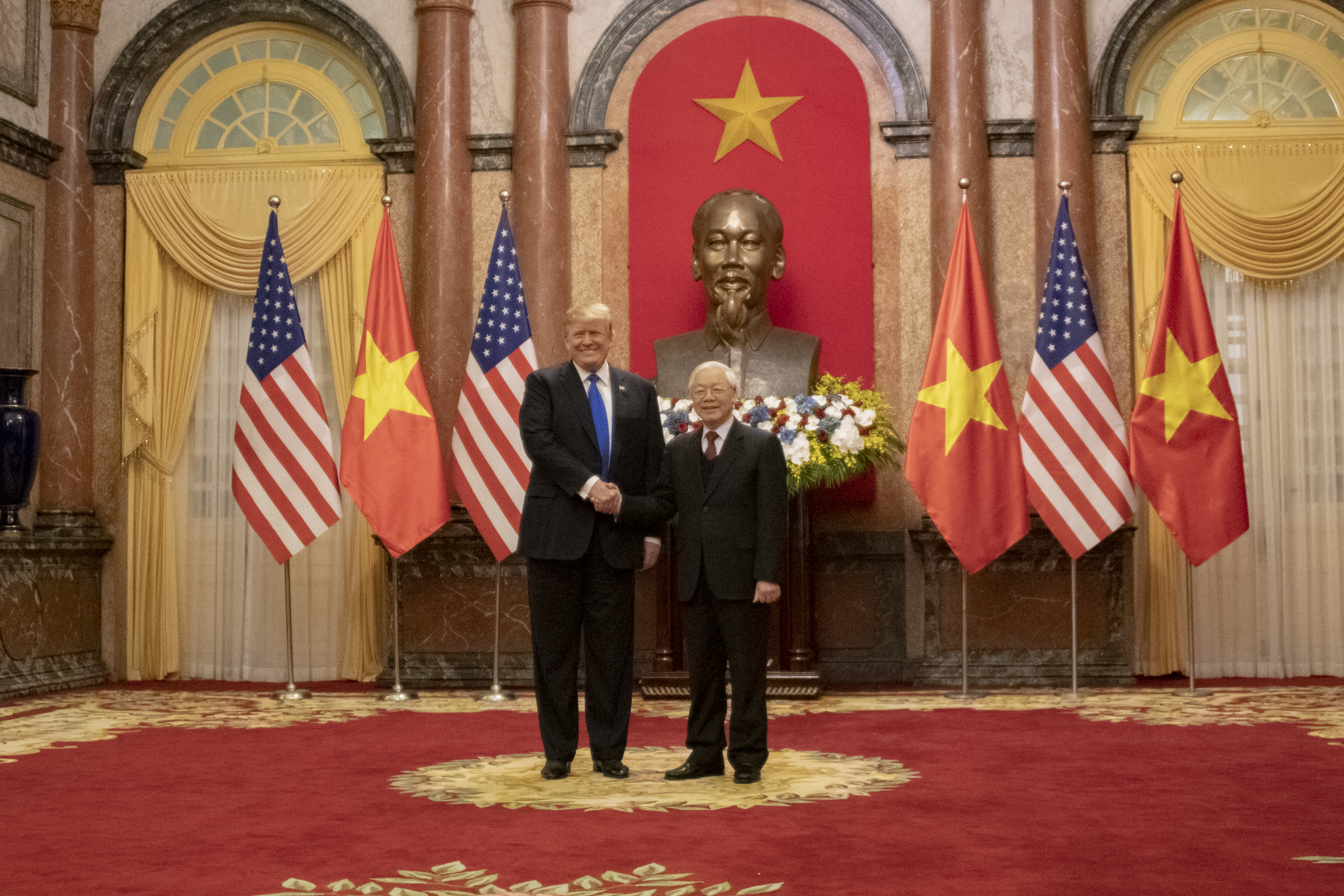
Nguyễn Phú Trọng podczas spotkania z prezydentem Stanów Zjednoczonych Donaldem Trumpem w 2019

## Życiorys
Ukończył studia filologiczne na uniwersytecie w Hanoi. W 1968 wstąpił do Komunistycznej Partii Wietnamu. Kontynuował naukę w Akademii Nauk ZSRR w latach 1981–1983. W 1994 został członkiem Komitetu Centralnego Komunistycznej Partii Wietnamu, a w 1997 Biura Politycznego. W 2002 wybrany do Zgromadzenia Narodowego, a w 2006 został jego przewodniczącym.
19 stycznia 2011 został wybrany sekretarzem generalnym Komunistycznej Partii Wietnamu.
W dniach 6–10 lipca 2015 odbywał ważną wizytę w Stanach Zjednoczonych. Jego rozmowy z prezydentem Barackiem Obamą dotyczyły praw człowieka, bezpieczeństwa i obrony oraz partnerstwa transpacyficznego. 27 stycznia 2016 ponownie został wybrany sekretarzem generalnym Komunistycznej Partii Wietnamu.
3 października 2018 nominowany na funkcję prezydenta Wietnamu, 23 października tego samego roku został przez Zgromadzenie Narodowe wybrany na to stanowisko z większością 99,79% głosów.
14 kwietnia 2019 trafił z powodu złego stanu zdrowia do szpitala w Ho Chi Minh, miesiąc później pojawił się jednak publicznie.
31 stycznia 2021 został wybrany na kolejną kadencję jako sekretarz generalny Komunistycznej Partii Wietnamu. Funkcję sekretarza generalnego sprawował do śmierci.
Zmarł 19 lipca 2024 w Centralnym Szpitalu Wojskowym 108 w Hanoi.

## Ordery i odznaczenia
- Order Złotej Gwiazdy (Wietnam, 2024)[15]
- Order José Martí (Kuba, 2012)[16]